# Бернгау
Бернгау (нім. Berngau) — громада в Німеччині, розташована в землі Баварія. Підпорядковується адміністративному округу Верхній Пфальц. Входить до складу району Ноймаркт. Складова частина об'єднання громад Ноймаркт-ін-дер-Оберпфальц.
Площа — 27,14 км2. Населення становить 2577 ос. (станом на 31 грудня 2020).

## Галерея

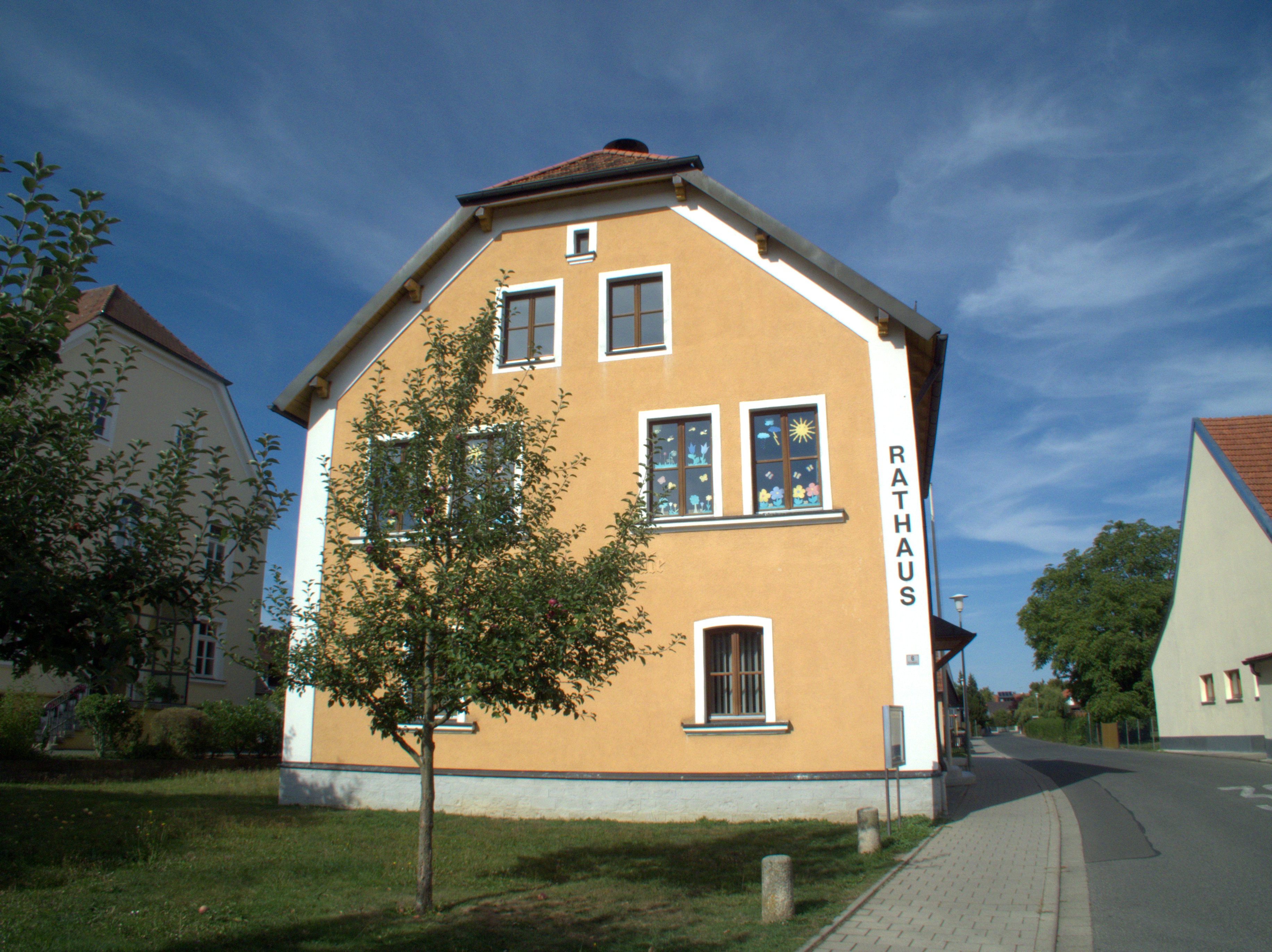
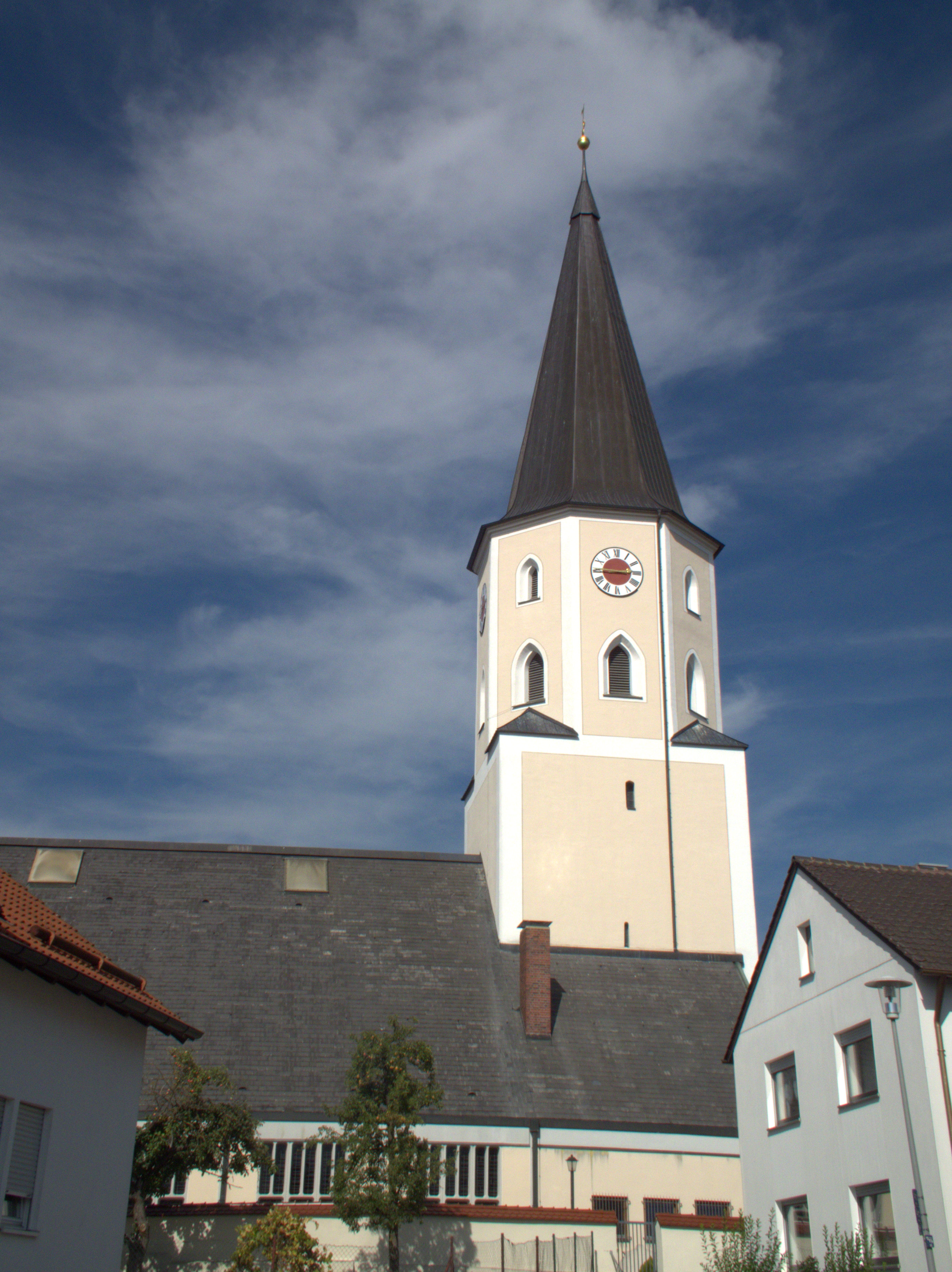